# Šabva
Šabva (arapski : شبوة, Sabatha za antičke grčke i rimske geografe) bio je do sve do 4. st. glavni grad starovjekovnog Kraljevstva Hadramaut.

## Povijest Schabwe
Šabva je mitski izgubljeni pustinjski grad, danas arheološko nalazište, smješteno na istočnom rubu pustinje Ramlat al-Sab`atayn u Jemenu oko 300 km sjeveroistočno od glavnog grada Sane, te oko 100 km sjeverno od središta muhafaze Šabve - Ataqa. Grad je podignut na obroncima gorja Hadramaut i doline Vadi Mashara koji se tu izljeva u pustinju. Leži na oko 850 m nadmorske visine. 
Bogatsvo i značaj Šabve ležao je u njegovoj poziciji, on je bio važno odredište na kojem su se okupljale i organizirale trgovačke karavane za prijelaz velike pustinje Rub' al Khali. Sudionici karavane morali su platiti jednu desetinu vrijednosti od robe koju su davali svećenicima gradskih hramova u ime glavne boginje Seen (Mjesec).
Šabva je imala čak 60 vjerskih hramova i bila je vjersko središte drevnog Hadramauta. Pustinju se moglo prijeći jedino u organiziranim karavanima po strogo određenim putevima, svako odstupanje od tih pravila (neprijavljeni karavani mimo uobičajenih puteva i krijumčarenje), držalo se za najveći zločin i kažnjavalo smrću. Karavane su značile život za Šabvu, zato su jedna gradska vrata bila izdvojena samo za ulazak karavana. Ljudi su pripitomili deve oko 1300. pr. Kr., a deve su bile okosnica za procvat trgovine u to vrijeme.
Negdje na prijelazu iz 8. st. na 7. st. pr. Kr. došlo je do migracije stanovnika, novi stanovnici naselili su se u Hadramautu, navjerojatnije Sabejci, oni su donijeli nove načine gradnje, dekoracije i keramičke predmete. Ti došljaci naseljavali su se u postojećim naseljima i gradovima, te polako miješali s domaćim stanovništvom. Šabva je postala rezidencija kraljeva Hadramauta, krajem 7. st. pr. Kr. ili početkom 6. st. pr. Kr., neki od njih su nosili naslov mukarib a to je bio naslov koji je ukazivao na njihovu veću moć.

## Arheološka istraživanja
Za iskapanja provedenih u razdoblju 1976. – 1981. koja su vodili francuski arheolozi, na jugoistočnom dijelu nalazišta, na lokalitetu 41, bilo je moguće utvrditi stratigrafski slijed slojeva naselja. Iskapanja su otkrila 14 arheoloških slojeva koji su bili dostatni da se radiokarbonskom metodom (metoda određivanja starosti pomoću radioaktivnog izotopa ugljika 14C) utvrdi starost grada. Najstariji sloj seže do 16. st. pr. Kr. najmlađi je iz 4. st. kad su grad razorile trupe Kraljevine Himjar. Ovi slojevi govore o kontiutetu življenja u Šabvi od brončanog doba do antike. Zenit Šabve bio je između VI. i IX. sloja (6. st. pr. Kr. do 2. st.). U 3. st. grad su zauzele Sabejske snage iz Kraljevstva Saba.

### Struktura drevnog grada
Drevna Šabva imala je dva dijela; vanjski i unutrašnji grad (centar). Vanjski grad prostirao se u dužinu u smjeru sjever-jug i imao je najmanje jedan kilometar, a po širini u smjeru istok-zapad oko 900 m. U južnom dijelu nalazio se središnji - unutrašnji grad koji je položen u smjeru jugozapad-sjeveroistok dužine od oko 500 m, te širine 365 m, u smjeru sjeverozapad-jugoistok. Danas djelomično uništen od voda vadija vanjski zid bio je najmanje 3,35 km dug, unutarnji zid imao je oko 1,53 km. Unutrašnji grad pokriva površinu od oko 0,15 km².

#### Unutrašnji grad
Unutrašnji grad bio je podijeljen po sredini cestom koja je išla od glavnih gradskih vrata na sjeverozapadu u smjeru juga. Nakon vrata prema istoku, dolazilo se do velikog trga (površine oko 1600 m²), od njega je druga ulica vodila do kraljeve palače. 
Na južnom dijelu glavne ulice bio je smješten kompleks hramova (koji je u vrlo lošem stanju). Zbog istog se razloga ne može točno rekonstruirati ni ostale gradske prometnice koje su se račvale s glavnom ulicom, iako je vidljivo da su je sporedne ulice sijekle okomito ili tekle paralelno s njom, ali do danas samo nekoliko dijelova je uspješno otkopano i jasno vidljivo. 
Pored ulica i javnih sadržaja, iskopani su i dijelovi kućnih dvorišta s vrtovima. Većina zgrada ima jednostavan pravokutan tlocrt i površinu od najmanje oko 100 m². Neki od objekata ističu se svojom veličinom i složenim tlocrtom, oni su vjerojatno bili namijenjeni gradskoj eliti.

#### Vanjski grad
Vanjski grad, to jest dio između dvaju gradskih zidina, nikada nije bio do kraja izgrađen i naseljen. Jedine značajnije građevine u ovom dijelu bile su Hram na jugozapadnom dijelu (arheološki broj 114) i Kaštel al-Chajar, smješten na jugoistoku.
Izvan gradskih zidina iskopane su 1987. godine nekoliko zgrada od nepečene cigle.

### Najznačajnije građevine
Brojne arheološke ekipe iskapale su po Šabvi u različitim vremenima, dio iskopanih artefakata danas se nalazi u gradskom muzeju u obližnjem Ataqu. Na samom lokalitetu najbolje očuvani objekti su;
- Ruševine kraljevske palače u istočnom dijelu grada
- Dijelovi gradskih zidina koji su najočuvaniji kod glavnih sjevernih vrata
- Ruševine starovjekovnih hramova.

## Vanjske poveznice
- French Ministry of Foreign and European Affairs Yemen - Shabwa  Arhivirana inačica izvorne stranice od 14. studenoga 2011. (Wayback Machine) (engl.)
- Shabwa Governorate  Arhivirana inačica izvorne stranice od 4. srpnja 2010. (Wayback Machine) (engl.)
- Old Shabwa na stranicama TravelPod.com  Arhivirana inačica izvorne stranice od 22. rujna 2009. (Wayback Machine) (engl.)